# 3356 Resnik
3356 Resnik è un asteroide della fascia principale. Scoperto nel 1984, presenta un'orbita caratterizzata da un semiasse maggiore pari a 2,1928698 UA e da un'eccentricità di 0,1136317, inclinata di 4,09439° rispetto all'eclittica.
L'asteroide è dedicato all'astronauta americana Judith Resnik.